# Vadym Gutcajt
Vadym Gutcajt (Vadym Guttzeit) (* 6. října 1971 Kyjev, Sovětský svaz) je bývalý sovětský a ukrajinský sportovní šermíř, který se specializoval na šerm šavlí.
Sovětský svaz a Ukrajinu reprezentoval v devadesátých letech a na přelomu tisíciletí. Jako sovětský reprezentant zastupoval kyjevskou šermířskou školu, která spadala pod Ukrajinskou SFSR. Na olympijských hrách startoval v roce 1992, 1996 a 2000 v soutěži jednotlivců a družstev. V roce 1991 obsadil třetí místo na mistrovství světa v soutěži jednotlivců. S družstvem Společenství nezávislých států vybojoval v roce 1992 zlatou olympijskou medaili. Se sovětským družstvem kordistů vybojoval druhé místo na mistrovství světa v roce 1991 a s ukrajinským družstvem šavlistů vybojoval třetí místo na mistrovství Evropy v roce 2000.